# Esquileo de Arriba
Esquileo de Arriba es una localidad del municipio de Ampudia, en la Provincia de Palencia, comunidad autónoma de Castilla y León, España.

## Geografía
En la comarca de Tierra de Campos, al sur de la provincia, situado en la carretera  provincial   PP-9011  entre Valoria del Alcor y Cigales.
Corresponde a la zona sur del municipio, colindante con la provincia de Valladolid donde antaño había más de 15,000 cabezas de ganado lanar que se crían en la parte que corresponde del monte de Torozos que abunda de venados, jabalíes y demás caza mayor y menor.

## Demografía
Evolución de la población en el siglo XXI
| Gráfica de evolución demográfica de Esquileo de Arriba entre 2000 y 2020 |
|                                                                          |
| Población de derecho (2000-2020) según el padrón municipal del INE       |

## Medio Ambiente
Al sur de la Cañada Real de las Merinas de Fuentenegrillo.